# Admont (Styria)
Admont – gmina targowa w środkowej Austrii, w kraju związkowym Styria, w powiecie Liezen. Miejscowość wypoczynkowa w Alpach.

## Współpraca
Miejscowości partnerskie:
- Pohlheim, Niemcy
- Tienen, Belgia